# Каньйон Диявола
35°17′46″ пн. ш. 110°59′20″ зх. д. / 35.2961° пн. ш. 110.989° зх. д.
Каньйон Диявола (англ. Canyon Diablo) — природна визначна пам'ятка, яка знаходиться в штаті Аризона, США. Це глибокий каньйон, який розташований в Парку Диявола, на північ від міста Флагстафф.
Каньйон Диявола сформувався більше ніж 60 мільйонів років тому в результаті діяльності річки Диявола. Довжина каньйону становить близько 24 км, а глибина — до 300 метрів. У каньйоні можна побачити вражаючі кольорові формації скель, печери, водоспади та інші природні чудеса.
Каньйон Диявола є популярним місцем для туристів, які люблять природу та аутдор-активності. Тут можна займатися піших прогулянках, скелелазінні, рафтингу та іншими видами спорту